# Arbeitsgerichtsbarkeit (Frankreich)
Die Arbeitsgerichtsbarkeit in Frankreich hat viele Besonderheiten. Streitigkeiten des Arbeitsrechts werden in Frankreich vor den Zivilgerichten verhandelt, jedoch besteht ein eigenständiges erstinstanzliches Gericht, der Conseil de prud’hommes.
Das Gerichtssystem in Frankreich für Arbeitsrechtsstreitigkeiten ist dreistufig: die erste Instanz ist der Conseil de prud’hommes, die zweite Instanz die Cour d’appel und die dritte und letzte Instanz die Cour de Cassation.
- Der Conseil de prud’hommes ist zweiseitig, das heißt, er besteht aus einer gleichen Anzahl von Vertretern der Arbeitgeber und Arbeitnehmer. Hieraus folgt, dass im Conseil de prud’hommes keine Berufsrichter entscheiden.
- Cour d’appel und Cour de Cassation sind Gerichte der ordentlichen Gerichtsbarkeit und keine eigenen Arbeitsgerichte. Zur Cour d'appel besteht die Möglichkeit der Berufung; zur Cour de Cassation die Möglichkeit der Revision.